# کاگلیوسترو (فیلم ۱۹۲۹)
کالیوسترو (انگلیسی: Cagliostro) فیلمی در ژانر ترسناک است که در سال ۱۹۲۹ منتشر شد. از بازیگران آن می‌توان به آلفرد ابل و شارل دولن اشاره کرد.